# KK Sutjeska Nikšić
Der Košarkaški klub Sutjeska (serbisch-kyrillisch кошаркарски клуб Сутјеска; Basketball-Klub Sutjeska, wörtlich: Schlucht) ist ein Basketballverein aus Nikšić in Montenegro. Der Herrenmannschaft wurde bereits 1948 eingerichtet, feierte ihre größten Erfolge aber erst in der jüngeren Vergangenheit mit dem Gewinn des montenegrinischen Pokalwettbewerbs 2013 und der Teilnahme an der supranationalen ABA-Liga 2015/16.

## Geschichte
Die Basketballmannschaft des Vereins Sutjeska Nikšić wurde 1948 eingerichtet, als der Belgrader Trainer Vojislav Spasojević den Sport in der Stadt verbreitete. Nach verheißungsvollem Start, als man zumindest in Montenegro Turniere gewann, trennte sich die Mannschaft 1955 vom Verein Sutjeska und nahm 1957 den Zusatz Partizan an. Zwischen 1962 und 1966 hieß man KK Mladost und gehörte innerhalb der SR Montenegro zu den stärksten Mannschaften. Nach 1966 hieß man erneut KK Sutjeska mit einer kurzen vierjährigen Unterbrechung zwischen 1970 und 1974 als KK Partizan. In den 1990er Jahren war der KK IBON der höchstrangige Vertreter aus Nikšić im Basketball und konnte auch den Aufstieg in die höchste Spielklasse YUBA-Liga der Bundesrepublik Jugoslawien in der Saison 1999/2000 erreichen, in der man jedoch nur eine Saison blieb. 2009 wurde der KK Ibon eingestellt und die Mannschaft schaffte als KK Sutjeska innerhalb von zwei Jahren die Rückkehr in die höchste Spielklasse des mittlerweile unabhängigen Montenegro.
2012 hatte Sutjeska sowohl die Finalserie um die Meisterschaft als auch das Finalspiel im Pokalwettbewerb gegen den Serienmeister KK Budućnost aus der Hauptstadt Podgorica verloren. Im Pokalfinale 2013 konnte man die dominierende montenegrinische Mannschaft jedoch bezwingen und erstmals seit der Unabhängigkeit 2006 das nationale Double des nationalen Seriensiegers verhindern. Dies war zudem der erste offizielle Titelgewinn des Vereins in einem nationalen Wettbewerb. Nachdem Budućnost seinen Meistertitel 2013 erfolgreich gegen Sutjeska verteidigt hatte, holten sich die Hauptstädter auch den Titelgewinn im Pokalwettbewerb nach einem deutlichen Finalerfolg über Titelverteidiger Sutjeska zurück. In der Balkan League der Saison 2014/15 verpasste Sutjeska in der zweiten Gruppenphase den Einzug in die K.-o.-Runden der sechs besten Mannschaften. In der Finalserie der montenegrinischen Meisterschaft 2015 war jedoch Sutjeska die erste Mannschaft seit 2006 überhaupt, die zumindest ein Spiel in der Finalserie um die montenegrinische Meisterschaft gegen Budućnost gewinnen konnte. Nachdem Meister Budućnost in der ABA-Liga 2014/15 als Hauptrundenzweiter die Rückkehr in die Play-offs der supranationalen Adriatischen Basketballliga (ABA-Liga) erreicht hatte, rückte der montenegrinische Vizemeister erneut in das Teilnehmerfeld der ABA-Liga 2015/16. Für Sutjeska war es die erste Teilnahme, als man am Ende der Hauptrunde den mit neun Siegen in 26 Spielen den 13. und vorletzten Platz belegte, was vorerst zu keiner weiteren Teilnahme an diesem Wettbewerb reichte.

## Bekannte Spieler
| - / Goran Nikolić 1996–97 - / Goran Jeretin 1997–99, 2000/01 - / Nikola Vučurović 1999/2000 - Nemanja Vranješ 2006–09, 2011/12, 2014–16 - Aleksa Popović 2015/16 - Brion Rush 2015/16 - Ratko Varda 2016 |